# Förhoppningsföretag
Förhoppningsföretag är företag i tidiga utvecklingsskeden, vilka under en lång rad av år har kostnader för utveckling av en produkt eller av tjänster, men ännu inte lyckats etablera en produkt på marknaden på ett inkomstbringande sätt. Ett förhoppningsföretag är därmed hänvisat till att komma åt kapitalmarknaden genom att inge förhoppningar om ett kommande genombrott beträffande dess produkt eller tjänst under utveckling och dess framtida marknadsacceptans. 
Ett förhoppningsföretag är ofta baserad på en innovativ produkt eller tjänst, ofta inom områden med en snabb teknologisk utveckling som elektronik, IT, bioteknik, nanoteknik, läkemedel eller liknande. De kan ha introducerats på en marknadsplats för aktier, i Sverige då normalt på mindre börsplatser som Aktietorget, Nordic Growth Market eller Stockholmsbörsens First North-lista.

## Exempel i urval
- Fingerprint Cards,[2] som grundades 1997, marknadsintroducerades 1998 och presenterade sin första årsvinst 2015 och ännu (2017) inte lämnat aktieutdelning.
- Sintercast,[3] som grundades 1983, börsnoterade 1993, hade sitt första helår med positivt kassaflöde 2007 och lämnade sin första aktieutdelning 2011.
- Pricer, som grundades 1991 och börsnoterades 1996. Aktieutdelningen har varit intermittent och återupptogs 2016 baserat på ett gott resultat för 2015.[4]
- Anoto, som börsnoterades 2000, och som gått med förlust åtminstone sedan 1999 (utom genom en reavinst 2008).[5]
- Infant Bacterial Pharmaceuticals, som startades 2011 som dotterföretag till probiotikaföretaget BioGaia och introducerades på börsen 2016 med flera års planerad läkemedelsforskning framför sig.